# For Lady Day
For Lady Day è un CD di Zoot Sims, pubblicato dalla Pablo Records nel 1990. Il disco fu registrato il 10 e 11 aprile del 1978 a New York City, New York (Stati Uniti).

## Tracce
1. Easy Living – 3:38 (Leo Robin, Ralph Rainger)
2. That Old Devil Called Love – 4:56 (Allan Roberts, Doris Fisher)
3. Some Other Spring – 4:52 (Arthur Herzog)
4. I Cover the Waterfront – 4:22 (Johnny Green, Edward Heyman)
5. You Go to My Head – 5:45 (Haven Gillespie, J. Fred Coots)
6. I Cried for You – 4:27 (Arthur Freed, Gus Arnheim, Abe Lyman)
7. Body and Soul – 3:18 (Johnny Green, Edward Heyman, Frank Eyton, Robert Sour)
8. Travelin' Light – 4:44 (Jimmy Mundy, Johnny Mercer, Trummy Young)
9. You're My Thrill – 3:39 (Sidney Claire, Jay Gorney)
10. No More – 2:59 (Bob Russell, Tutti Camarata)
11. My Man – 5:15 (Albert Willemetz, Jacques Charles, Channing Pollack, Maurice Yvain)

## Musicisti
- Zoot Sims - sassofono tenore
- Jimmy Rowles - pianoforte
- George Mraz - contrabbasso
- Jackie Williams - batteria[3]